# 인도의 로마 가톨릭교회

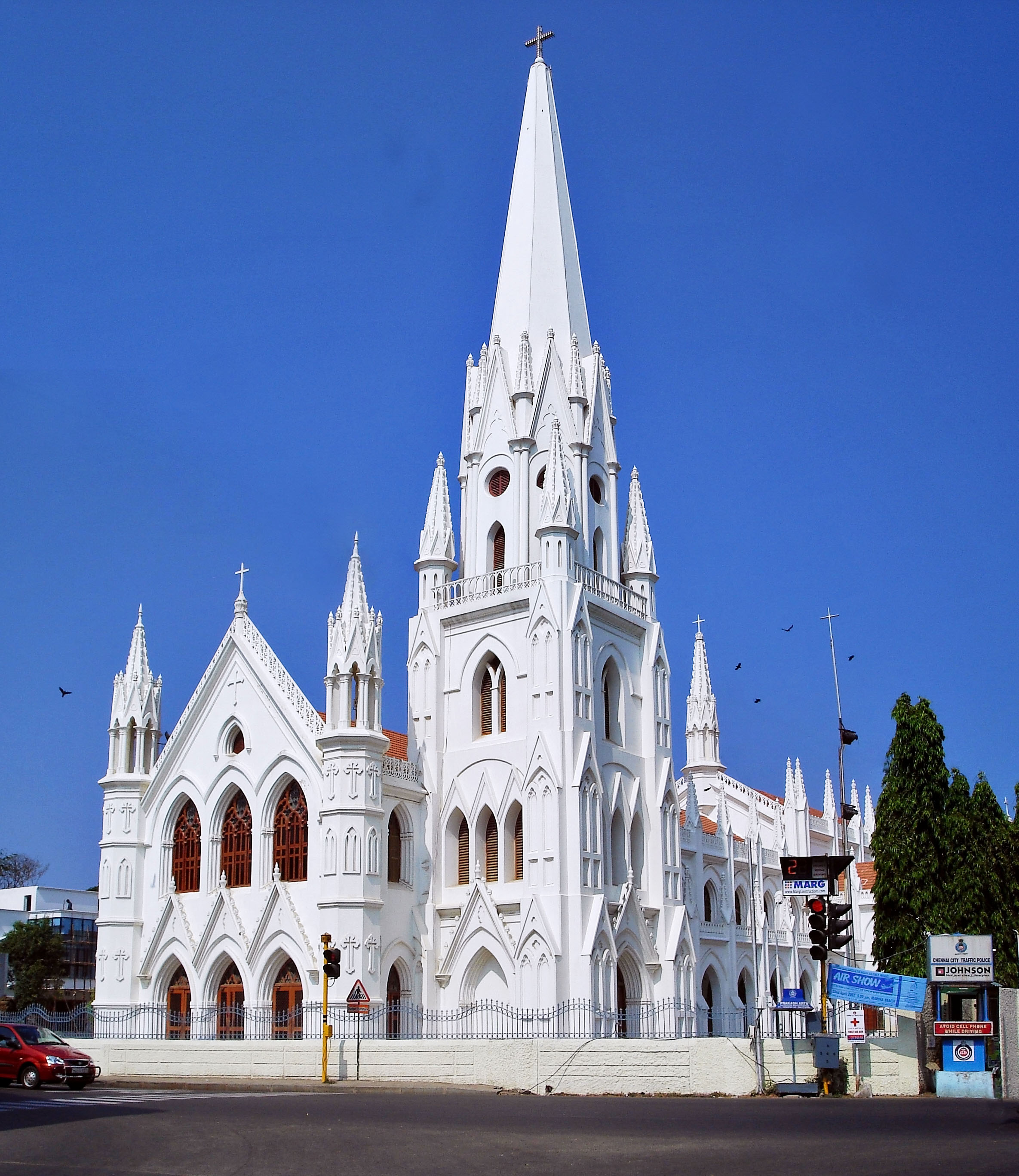
산토메 대성당은 16세기 포르투갈의 지원을 받아 성 토마스 사도의 무덤 위에 건설된 대성당이다. 19세기에 재건축이 이루어졌으며, 인도의 대표적인 가톨릭 성지 가운데 하나이다.

인도에는 약 1,730만 명의 로마 가톨릭교회 신자가 거주하고 있다. 이는 인도 전체 인구의 2%도 안 되지만, 인도 내에는 가장 큰 기독교 종파이다. 인도에는 현재 29곳의 대교구와 128곳의 교구로 이루어진 총 157곳의 교회 구역이 존재한다. 이중에서 127곳은 라틴 전례, 25곳은 시로-말라바르 전례 그리고 나머지 5곳은 시로-말란카라 전례를 따르고 있다.
전례 양식에 상관 없이 인도의 주교들은 모두 1944년 설립된 인도 가톨릭 주교회의에 소속되어 있다. 바티칸 시국과 인도는 1881년 교황청에서 동인도 지역에 대표 파견을 시작으로 교류를 맺어왔으며, 1967년 교황 바오로 6세가 인도에 교황 대사관을 설치하면서 공식적인 외교 관계가 수립되었다.

## 역사

### 최초의 전래
인도에 기독교가 최초로 전래된 것은 서기 55년 성 토마스 사도가 인도에 도착하면서부터다. 토마스는 뱃길을 통해 인도의 동부 및 서부 연안에서 선교 활동을 하였다. 이들 성 토마스 기독교인들은 나스라니라고도 불렸는데, 이는 나자렛 예수를 믿는 이들이라는 뜻이다. 인도의 교회 공동체는 나중에 페르시아에서 온 주교들의 교도권 아래 들어가게 되었다. 역사학자들은 이 시기를 대략 4세기경으로 추정하고 있다. 그 결과, 그들은 동시리아 전례와 페르시아 전통을 계승하게 되었으며, 훗날 서유럽에서 파견 나온 선교사들은 이들 공동체를 보고 네스토리우스주의를 추종하는 이단자들이라고 비판하게 된다. 하지만 많은 역사학자들은 이들 공동체가 네스토리우스파였다는 것에 회의적이며, 유럽에서 선교사들이 들어오기 전에 동시리아 전통을 따르는 가톨릭 신앙 공동체라고 보고 있다. 오늘날 이러한 초기 인도의 기독교 공동체는 동시리아 전통을 따르며 교황 성좌와 일치한 시로 말라바르 교회에서 찾아볼 수 있다.

### 초기 선교
몬테코르비노의 요한은 1307년경 중국으로 파견된 프란치스코회원이다. 그는 페르시아에서 출발해 뱃길을 통해 인도로 가서 1291년 마드라스 지역 또는 ‘성 토마스 지역’에 도착하였다. 요한은 그곳에서 13개월 동안 사람들을 상대로 설교를 하였으며, 약 백여 명에게 세례성사를 집전하였다. 요한은 마일라풀에서 배를 타고 1294년 중국에 도착하여 수도 칸발리크(오늘날의 베이징)에 당도하였다.
포르데노네의 오도릭 수사는 1321년에 인도에 도착하였다. 말라바르에 간 그는 판다라니(캘리컷에서 북쪽으로 20m)와 크랑가노어, 쿨람 또는 퀼론을 방문하였으며, 더 나아가 실론과 마드라스 인근에 있는 성 토마스 성당까지 방문하였다. 그는 이곳에 성 토마스의 유해가 묻혀있다는 글을 썼다.
뒤이어 도미니코회에서 파견한 선교사 요르다누스 카탈라니 신부가 1321-1322년 인도를 방문하였다. 인도의 서부 해안에서 그는 로마로 서신을 보내 순교한 네 명의 수도자를 가톨릭 양식에 따라 매장하였다고 보고하였다. 요르다누스는 1329년 동방의 경이로움에 대해 쓴 여행기 미라빌라의 저자로도 유명하다. 이 책에서 그는 인도인들과 그곳의 기독교인들, 생산물, 기후, 풍습, 동식물군에 대해 중세 시대 그 어느 유럽인, 심지어 마르코 폴로보다 더 훌륭하고 정확하게 기술하였다.
1347년 조반니 데 마리놀리는 성 토마스 사도의 유해가 안장된 성당을 참배하고 사바 왕국이라 불리는 곳에 갔다고 한다. 그는 사바 왕국이 구약성경에 등장하는 스바 여왕이 통치하였던 곳이라고 생각했지만, 그가 남긴 기록을 볼 때 오늘날의 자바 지역인 것으로 추정된다.

## 같이 보기
- 인도의 가톨릭 교구 목록